# スタグハントゲーム
スタグハントゲーム (英: stag hunt game) はゲーム理論における概念で、ジャン＝ジャック・ルソーの物語「鹿狩りの寓話」にちなんで命名された。

## 定義
典型的なスタグハントゲームは次のとおりである。このゲームでは2人のハンターは、それぞれ兎を捕らえて利益1を獲得するか、協力して鹿を捕えて利益2を獲得するかを選択することができる。だが鹿は2人で協力しないと捕えることができない為、1人だけで鹿を捕えようとしても利益0になってしまう。
利得表を以下に示す。
|    | 鹿   | 兎   |
| -- | ---- | ---- |
| 鹿 | 2, 2 | 0, 1 |
| 兎 | 1, 0 | 1, 1 |

## ゲーム理論による分析
スタグハントでは、(stag, stag) が純粋ナッシュ均衡であるが、(rabbit, rabbit) も同じく純粋ナッシュ均衡である。stag=1、rabbit=0 という具合に、戦略を数字で定義した場合、利得は2つの数字の最小値に依存する。すなわち、利得は {\displaystyle \pi _{i}(s_{i}^{j},s_{-i}^{k})=1+2\cdot \min(s_{i}^{j},s_{-i}^{k})-s_{i}^{j}} と記述することができる。相手のプレイヤーが stag を選択する確率が高いことが保証されているならば、自分も stag を選択すべきである。スタグハントにおける戦略の不確実性は、プレイヤー間での共通の動機（どうにか (stag, stag) で協調し、利得2を獲得したい気持ち）と、プレイヤーの個人的な動機（相手が rabbit を選択すれば利得が0になるリスクを回避したい気持ち）とが対立することによるものである。
スタグハントは、行動に関する基本的選択原理を示すものである。均衡 (stag, stag) は、全てのプレイヤーにとって (rabbit, rabbit) よりも高い利得が得られる均衡であることから、利得支配と呼ばれている。一方、rabbit を選択することは、保証されている利得 (minimum) が最も高い (maximum) ことから、マキシミンと呼ばれている。
危険支配均衡は、プレイヤーの共有のリスクを最小化する均衡であり、他のプレイヤーが均衡から逸脱することによる損失の積によって求められる。例えば、プレイヤーが (stag, stag) を均衡として捉え、stag をプレイするならば、もう一方のプレイヤーがその均衡と異なる行動 (rabbit) を採ったとき、そのプレイヤーが被る損失は2であり、両者の積は4である。だが、もしプレイヤーが (rabbit, rabbit) を均衡として捉え、rabbit をプレイするならば、もう一方のプレイヤーがその均衡とは異なる行動を採ろうとも、それによって被る損失は0である。故に、(rabbit, rabbit) は危険支配である。

### 公共財ゲーム
公共財ゲームも、実際にはスタグハントと同じ協調ゲームであると考えることができることから、スタグハントは重要なゲームである。例えば、プレイヤーは公共財を提供することができるが、それを消費することができない（他者に負の外部性を与えると罰金を科される）ものとし、共同で提供すれば相乗効果があるものとする。さらに、公共財を提供するためのコストを {\displaystyle c<1} とし、1人が公共財を提供するとき、その価値は {\displaystyle P}、2人が提供すれば {\displaystyle P+s} となり、公共財を提供しなかった人は、公共財から {\displaystyle (1-e)} だけの利得を受け取るものとする。利得表を次に示す。
|        | 協調                                         | 裏切り                                      |
| ------ | -------------------------------------------- | ------------------------------------------- |
| 協調   | {\displaystyle P+s-c}, {\displaystyle P+s-c} | {\displaystyle P-c}, {\displaystyle P(1-e)} |
| 裏切り | {\displaystyle P(1-e)}, {\displaystyle P-c}  | 0, 0                                        |

このゲームでは、{\displaystyle P+s-c>P(1-e)} すなわち {\displaystyle c<s+Pe} の時かつその時に限り、(contribute, contribute) がナッシュ均衡となる。{\displaystyle s}及び{\displaystyle e}が十分大きい場合に、この条件は満たされる。したがって、十分な排除可能性があり（{\displaystyle e}が高く）、かつ公共財を提供することによる相乗効果があれば（{\displaystyle s}が高ければ）、公共財ゲームはスタグハントゲームと見なすことができる。

### 繰り返し囚人のジレンマ
囚人のジレンマにおいて互恵的な独自の社会的価値をプレイヤー同士が持っている場合、他者は自己と協調することが好ましいことであり、自己もまたその協調に報いることが好ましいことであるため、協調が均衡となる。さらに、もし十分に高い割引係数によって囚人のジレンマが無期限に繰り返されるならば、繰り返し囚人のジレンマゲームには、全体として最も高い利得を獲得することができる均衡が複数存在することが、繰り返しゲームに関する有名な定理であるフォーク定理によって示されている。囚人のジレンマとして分類できるこの世の多くの出来事は、実際には、スタグハントの性質を備えた繰り返しゲームの戦略を持つ、協調ゲームである。囚人のジレンマが、無期限に繰り返されるものである場合、そのゲームはスタグハントそのものである。

## 実例

### 実経済におけるスタグハント
スタグハントはまた、戦略的補完性のある経済状態の基礎的要素でもある。この戦略の補完性は、一方のプレイヤーが行う戦略選択の限界生産力が、もう一方のプレイヤーの水準に達した時に存在する。例として、複数の企業が互いにその近くに居を構えたいと考える空間的外部性がある。そのような企業に対して製品を供給する業者は、多くの企業に対して製品を販売できるようになり、ひいては巨大な工場を建設し、規模の経済を実現することもあり得るのだ。空間的近接は、流動性が高く厚みのある市場、すなわち製品を差別化するのに都合のいい市場を構築するものであるといえよう。そのような市場では、商品を購入してくれそうな買手を発見できる可能性が高いために、多くの売手が集まってくる。売手はさらに多くの買手を集め、ひいては市場の繁栄をもたらす（インターネット・オークションがその代表である）。なお重要な市場として、労働者を需要とする労働市場が挙げられる場合がある（シリコンバレーやハリウッドなどで見られる）。

### インドネシアの例
インドネシアのロンブレン島ラマレラに住む漁師は、現実にこの種のゲームを年中行っている。捕鯨をするためには、船長、航海士、観測員と、船首に立って銛を投げる度胸のある人が必要となる。1人が欠けただけで、捕鯨が成功する可能性は極めて低くなる。
だが漁師は、沿岸で小さな獲物を採集したり、その他の社会活動を行ったりすることも可能である。漁師は、大雑把に言えば、他の漁師が捕鯨に参加するならば、自分もそれに参加したいと思っているが、船員が足りないならば陸に留まるほうがよいとも思っている。